# 居相川
居相川（日语：／）或萨武什金河（俄语：Река Савушкина）是幌筵岛的河流，属萨哈林州北库里尔斯克区管辖，长12公里，流域面积22.8平方公里，注入幌筵海峡。河上有鲑鱼孵化场，归方位角公司所有。